# Szelomo Lawi
Szelomo Lawi (hebr.: שלמה לביא, ang.: Shlomo Lavi, ur. 1882 w Płońsku, zm. 23 lipca 1963) – izraelski polityk, w latach 1949–1955 poseł do Knesetu z listy Mapai.
W wyborach parlamentarnych w 1949 po raz pierwszy dostał się do izraelskiego parlamentu. Zasiadał w Knesetach I i II kadencji.